# رون غولارت
رون غولارت (بالإنجليزية: Ron Goulart)‏ (13 يناير 1933، بيركيلي في الولايات المتحدة)؛ كاتِب، سيناريست، مؤرخ وروائي أمريكي.

## روابط خارجية
- رون غولارت على موقع IMDb (الإنجليزية)